# Arnos
Arnos este o companie producătoare de paste făinoase din Oradea, înființată în anul 1992 de frații Gere Arpad și Gere Janos. Arnos este deținută de compania poloneză Lubella, parte a grupului Maspex Wadowice, care a preluat, la sfârșitul anului 2007, 80% din acțiunile Arnos Oradea, restul pachetului de acțiuni fiind achiziționat în anul 2008 . Grupul polonez este prezent pe piața românească din anul 1996, prin intermediul producătorului de băuturi răcoritoare necarbonatate și produse instant Tymbark Maspex România .
Cifra de afaceri în 2007: 3,8 milioane Euro 
Venit net în 2007: 0,7 milioane euro 